# NGC 3086
NGC 3086 је спирална галаксија у сазвежђу Секстант која се налази на NGC листи објеката дубоког неба.
Деклинација објекта је - 2° 58' 33" а ректасцензија 10h 0m 10,9s. Привидна величина (магнитуда) објекта NGC 3086 износи 13,9 а фотографска магнитуда 14,7. NGC 3086 је још познат и под ознакама MCG 0-26-3, CGCG 8-12, PGC 28924.